# Puigdàlber
Puigdàlber ist eine katalanische Gemeinde in der Provinz Barcelona im Nordosten Spaniens. Sie liegt in der Comarca Alt Penedès.